# Перл (фільм, 2022)
«Перл» (англ. Pearl) — фільм-слешер 2022 року режисера Тая Веста, написаний у співавторстві з Мією Гот, яка також зіграла головну роль, за участю Девіда Коренсвета, Тенді Райт, Меттью Сандерленда та Емми Дженкінс-Пурро в ролях другого плану. Приквел фільму «X» (2022) і друга частина серії фільмів «Ікс». Фільм отримав схвальні відгуки від критиків, які високо оцінили гру Ґот та його вшанування фільмів золотого віку Голлівуду, зокрема «Чарівника країни Оз».

## Сюжет
У 1918 році під час пандемії грипу Перл — молода жінка, яка живе зі своїми батьками-німцями-іммігрантами в їхній садибі в Техасі, а її чоловік Говард служить у Першій світовій війні. Батько Перл хворий і паралізований, а її владна мати Рут наполягає на тому, щоб вона доглядала за ним і за фермою. Перл, яка прагне більш захоплюючого життя, захоплюється фільмами, які вона дивиться в місцевому кінотеатрі, і прагне стати хористкою, що викликає велике несхвалення Рут. Однак Перл також демонструє ознаки неблагополуччя, такі як вбивство сільськогосподарських тварин і фізичне насильство над батьком.

## В ролях
- Міа Гот — Перл
- Девід Коренсвіт — кіномеханік Говард
- Тенді Райт — Рут
- Меттью Сандерленд — батько Перл
- Емма Дженкінс-Пурро в ролі Мітсі
- Алістер Сьюелл в ролі Говарда

## Маркетинг
Тизер-трейлер був показаний на кінофестивалі SXSW після показу першого фільму. Відеоматеріал супроводжував кінотеатральний прокат X. У липні 2022 року було випущено перший трейлер із маркетинговим слоганом «X -traordinary Origin Story», що посилається на попередню частину. 

## Прем'єра
Світова прем’єра фільму відбулася на 79-му Венеціанському міжнародному кінофестивалі 3 вересня 2022 року і вийшов у кінотеатрах в США 16 вересня 2022 року.
Фільм вийшов на VOD 25 жовтня 2022 року і був випущений на Blu-ray і DVD 15 листопада 2022 року.

## Сприймання

### Касові збори
У Сполучених Штатах і Канаді « Перл » вийшов разом із фільмами «Жінка-король » і « Подивись, як вони біжать » і, за прогнозами, зібрав близько 4 мільйонів доларів у 2900 кінотеатрах у перші вихідні. Фільм заробив 1,3 мільйона доларів у перший день і дебютував до 3,1 мільйона доларів, зайнявши третє місце в касових зборах. Він заробив 1,92 мільйона доларів за другий вікенд, посівши п'яте місце в прокаті.

### Відгуки критиків
На сайті Rotten Tomatoes рейтинг схвалення фільму становить 90% на основі 145 рецензій із середнім рейтингом 7,7/10. На Metacritic фільм отримав середню оцінку 73 зі 100 на основі відгуків 30 критиків, що вказує на «загалом схвальні відгуки». Аудиторія, опитана CinemaScore, поставила фільму середню оцінку «B–» за шкалою від A+ до F, тоді як представники PostTrak дали фільму загальну позитивну оцінку в 75%, а 54% сказали, що однозначно рекомендують його.
Рецензуючи фільм після прем’єри на Венеціанському кінофестивалі, Пітер Бредшоу з The Guardian високо оцінив режисуру Веста та «грандіозну гру Гот», поставивши йому ідеальну оцінку в п’ять зірок 
Повідомляється, що режисер Мартін Скорсезе був дуже вражений фільмом, назвавши його «зачаровуючим» і заявивши, що він зроблений «на основі чистої, нерозбавленої любові до кіно».